# 十川ゴム
株式会社十川ゴム（とがわゴム）は、大阪府大阪市西区に本社を置く家庭用および工業用ゴム製品の製造販売をおこなう企業である。

## 会社概要
工業用から一般用まであらゆるゴム製品を製造している。主にホース類に強く、その他シリコンチューブやパッキンなどの成形品でも強い。あらゆる分野で多くのシェアを持つ企業の一つである。
太陽を背に受けて嘶くウマをイメージした「日の出馬印」のマークで知られる（現在では平仮名の「と」を図案化したロゴマークも使われている）。過去には長年にわたり毎日放送（同社の系列衛星放送GAORAでも放送されている）で毎年3月下旬に開催される選抜高等学校野球大会に於ける中継において協賛スポンサーとしてCMを放送していたことでもその名を知られている（現在はスポンサーから撤退している）。
- 本社所在地：大阪府大阪市西区南堀江4丁目2番5号
- 東京支社：東京都中央区京橋2丁目9番10号

## 沿革
- 1925年：創業者・十川栄が大阪市浪速区大国町にて、個人商店「十川ゴム製造所」として創業
- 1929年：合名会社となり法人化
- 1956年：十川ゴム株式会社設立
- 1959年：十川ゴム製造所を合名会社から株式会社に転換
- 1966年：日本工業ゴム株式会社設立
- 1975年：ドイツ連邦共和国（西ドイツ）のアルガスと業務提携開始
- 1986年：プラテンゴムローラーの製造に関してフランス・ハチンソンに技術供与を行う。また1989年に韓国の三共精密にも実施した
- 1990年：営業力強化のため東京支店を支社に格上げ。また出張所からの格上げで福岡支店と札幌営業所が合せて設立された
- 1995年：十川ゴム製造所を存続会社、十川ゴム株式会社と日本ゴム工業株式会社を解散会社とした合併により、株式会社十川ゴムとして再スタート。現在の西区南堀江に新社屋をオープンさせる
- 1998年：広島営業所設立
- 2000年：ISO 9001認証
- 2002年：徳島・阿波と奈良の2ヶ所の工場にてISO 14001認証
- 2005年：中国浙江省に紹興十川橡胶有限公司を設立
- 2007年：ISO14001認証取得（堺工場）
- 2010年：ISO14001認証取得（本社・支社・支店・営業所）

## 関連文献
- 「(株)十川ゴム 徳島阿波工場」『日本ゴム協会誌』第68巻第8号、日本ゴム協会、1995年、539-540頁、doi:10.2324/gomu.68.539。